# Monopoly Go
Monopoly Go (stilisiert als MONOPOLY GO!) ist ein 2023 veröffentlichtes mobiles Brettspiel, das von Scopely in Zusammenarbeit mit Hasbro für iOS- und Android-Geräte entwickelt und veröffentlicht wurde. Es basiert auf dem klassischen Monopoly-Brettspiel und kombiniert einige leicht zugängliche Mid-Core-Mechaniken.

## Spielmechanik
In Monopoly Go! bewegt sich der Spieler allein über das Spielbrett und beginnt mit dem Besitz aller Grundstücke. Ein wiederkehrendes Minispiel namens Schatzsuche ermöglicht es dem Spieler, versteckte Objekte zu finden und Belohnungen zu erhalten. Diese Mini-Spiele sind thematisch gestaltet und nur für einen kurzen Zeitraum spielbar. Die Schatzsuchen drehen sich darum, auf einem Rasterfeld Quadrate anzutippen, um Objekte aufzudecken. Der Spieler benötigt spezielle Token namens „Spitzhacken“, um die Quadrate freizulegen.

## Rezeption
Bewertungen zu Monopoly Go! sind gemischt. Während einige die ansprechende Optik, das reibungslose Gameplay und den beeindruckenden Sound loben, wird kritisiert, dass das Spiel offensichtlich darauf abzielt, finanziellen Gewinn zu maximieren. Monopoly Go! erzielte jedoch enorme Einnahmen. Bis November 2023 generierte es mehr als 1 Milliarde US-Dollar Umsatz und wurde zum größten mobilen Spielestart des Jahres 2023. Bis März 2024 erreichte das Spiel nach nur 13 Monaten nach Erreichen von 1 Milliarde US-Dollar einen Umsatz von 2 Milliarden US-Dollar.